# Dansk Shell
A/S Dansk Shell er et dansk olieselskab, som har været på markedet siden 1913 med sin første offentlige tankstation på Gl. Kongevej 4 i København. Den 8. maj 2013 fejrede selskabet 100 års-fødselsdag i Danmark. Det danske datterselskab til Royal Dutch Shell har drevet tankstationer og olieraffinaderi i gennem mange år. I 2016 frasolgte Shell tankstationerne, men en stor del drives i dag videre under Shell logoet af DCC Energi. 
Dansk Shell har i dag hovedkontor i Fredericia på Shell Raffinaderiet.  Der er ca. 240 ansatte i A/S Dansk Shell.

## Historie
Forløberen til det, der i dag kendes som Dansk Shell, var Dansk-Engelsk Benzin og Petroleums CO. Som navnet antyder, blev selskabet stiftet på et tidspunkt, hvor petroleum stadig var den store hyldevare herhjemme og privatbilismen var i sin vorden. 
I Danmark var der 362 Shell-servicestationer herunder 14 stationer, som er særligt beregnet for tung transport. Her blev solgt benzin og dieselolie til personbiler og lastbiler foruden bilplejeprodukter, kioskvarer og bilvask. 
I 2016 blev de danske Shell-servicestationer overtaget af Circle K og skiftede i denne forbindelse naturligvis navn til Circle K. En del blev videresolgt til DCC Energi, som i dag driver disse videre under Shell logoet. 
Siden 1966 har Dansk Shell desuden drevet et olieraffinaderi i Fredericia, der forarbejder 3,4 mio. tons råolie pr. år svarende til en tredjedel af Danmarks forbrug af brændstof. Shells raffinaderi i Fredericia er et af to raffinaderier i Danmark. Her omdannes råolien fra aktiviteterne i den danske del af Nordsøen til flydende gas, jetbrændstof, benzin, diesel, petroleum og fyringsolie. Dansk Shell driver desuden en råolieterminal  samt havneterminal på Fredericia Havn.
Shell Raffinaderiet er har siden midt 1980'erne leveret overskudsvarme til fjernvarmeforsyningen i Trekantområdet. Det leverer hvad der svarer til flere end 23.000 standardhuses årlige forbrug af fjernvarme, hvilket gør raffinaderiet til Danmarks største leverandør af overskudsvarme.